# 棠东站
棠東站为广州地铁21号线的一个车站，位于中國廣東省广州市天河區泰安北路棠东东路口，于2019年12月20日随21号线剩余段开通而启用。

## 車站結構

### 車站樓層
本站全长237米，共有兩層，地面為泰安北路、棠东东路，广州市泰安中学以及附近其它建築，地下一層为站厅层；地下二層為21號線月台。
| 地下一层 | 站厅                       | 售票機、客服中心、警务室、安检设施     |  |  |
| 地下二层 | 2 站台                     | █21号线 天河公园方向（下站：天河公园） |  |  |
|          | 岛式站台（卫生间、母婴室） |                                        |  |  |
|          | 1 站台                     | █21号线 增城广场方向（下站：黃村）     |  |  |

### 站厅

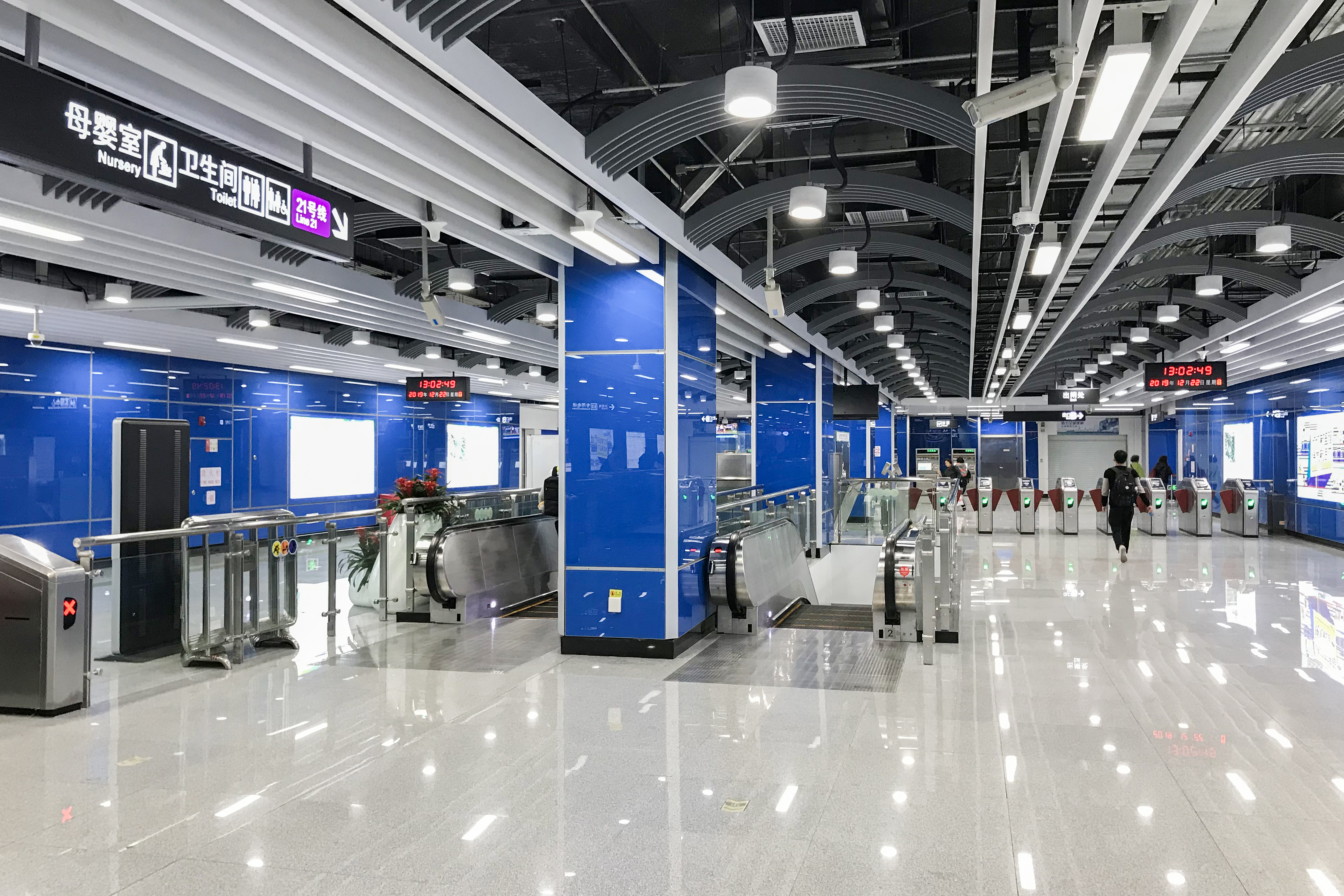
站厅

棠东站站厅設有售票機、自动售卡/充值机、客務中心；同时设有面包糕饼店自动售卖机。
为方便行人进出，目前站厅南侧被划分为收费区，收费区内设有多组扶手电梯、楼梯和一台专用电梯供乘客前往月台层。

### 站台

2号站台全景图

本站设有一个岛式站台，位于泰安北路地底。
本站的卫生间和母婴室位于站台层西端。

### 出入口
棠东站设有3个出入口供乘客进出，其中B和D出入口设有盲道。
棠东站还在东北侧规划配备了无障碍电梯的C出入口。该出入口已基本成型，惟其所在地块存在产权争议，施工被迫中止。
|                           |                         |      |          |                                                                  |
| 編號                      | 设施                    | 照片 | 出口指示 | 建議前往的目的地                                                 |
| A                         |                         |      | 泰安北路 | 棠德南路、地铁棠东站公交车站（东行）                             |
| B                         | 盲道标志                |      | 泰安北路 | 棠东东路、车陂路                                                 |
| D                         | 盲道标志 · 扶手电梯标志 |      | 泰安北路 | 棠德东路、棠德南路、地铁棠东站公交车站（西行）、小区东路公交车站 |
| 註： 設有 \| 設有扶手電梯 |                         |      |          |                                                                  |

## 接驳交通
棠东站旁设有小区东路以及地铁棠东站公交车站，方便乘客接驳公交前往天河区各地。
| 编号 | 编号 | 线路                 | 线路 | 线路               | 收费  | 备注 |
| ---- | ---- | -------------------- | ---- | ------------------ | ----- | ---- |
|      | 408A | 广医附属中医院       | ↻    | 地铁棠东站         | 2元   |      |
|      | 496  | 科学城（揽月路）     | ⇆    | 科韵路             | 2元   |      |
|      | 503  | 杨桃公园（美林湖畔） | ⇆    | 天河客運站         | 2元   |      |
|      | 506  | 科韵路               | ⇆    | 永和（万科里享家） | 3元   |      |
|      | 518  | 站前路（西郊大厦）   | ⇆    | 棠德花苑           | 3元   |      |
|      | 547  | 奥体南路（优托邦）   | ⇆    | 广州市儿童公园     | 2–3元 |      |
|      | 562  | 棠德花苑             | ⇆    | 香江野生动物世界   | 3元   |      |
|      | 813  | 革新路（光大花园）   | ⇆    | 棠德花苑西         | 3元   |      |
|      | B8   | 宝岗大道             | ⇆    | 棠德花苑           | 2元   |      |
|      | B21  | 革新路               | ⇆    | 棠德花苑           | 2元   |      |
|      | 夜36 | 芳村西塱             | ⇆    | 棠德花苑           | 4元   |      |

| 编号 | 编号 | 线路           | 线路 | 线路     | 收费 | 备注           |
| ---- | ---- | -------------- | ---- | -------- | ---- | -------------- |
|      | 304  | 长隆旅游度假区 | ⇆    | 棠德花苑 | 3元  |                |
|      | B14  | 体育中心       | ←    | 棠德花苑 | 2元  | 仅限工作日发班 |

## 歷史
在21號線初期規劃中，線路市區終點從黃村站延伸至天河公園站時，於現時位置设置車站，並命名為棠东站。广州地铁于2018年初向民政局申报本站站名，并于同年8月正式获批。
2015年7月9日，随着最后一块顶板顺利完成浇筑，本站成为21号线第一座封顶的车站。2017年10月，棠东站机电进场施工，为首个进入机电施工阶段的车站。
2019年12月20日，本站随21号线剩余段开通而启用。
2022年年末疫情期间，本站曾受防控措施影响，于11月26日至11月30日下午暂停服务。